# Любовь Свана (фильм)
«Любовь Свана» (фр. Un amour de Swann) — кинофильм режиссёра Фолькера Шлёндорфа по мотивам цикла романов Марселя Пруста «В поисках утраченного времени».

## Сюжет
Страсть к молодой куртизанке Одетте полностью захватила богатого месье Свана. Высший свет, к которому принадлежит Сван, не одобряет выбора молодого человека. Но, сжигаемый любовью и ревностью, Сван продолжает встречи с Одеттой. Кажется, что их чувства взаимны и Одетта заводит разговор о женитьбе. Сван пытается бороться со своими чувствами к Одетте, но безрезультатно. Сван женится на Одетте, но так и не понятый обществом, через несколько лет заболевает смертельной болезнью. Он помнит только свою любовь и бережет её, как самую дорогую коллекцию в его жизни.

## В ролях
- Джереми Айронс — Шарль Сван
- Орнелла Мути — Одетта де Креси
- Ален Делон — барон де Шарлю
- Фанни Ардан — герцогиня Германтская
- Мари-Кристин Барро — мадам Вердюрен
- Жан-Луи Ришар — г-н Вердюрен
- Ролан Топор — «Биш» (художник Эльстир)
- Анна Беннент — Хлоя
- Натали Жуве — мадам Коттар
- Жан-Франсуа Бальмер — доктор Коттар
- Жак Буде — герцог Германтский
- Николя Баби — молодой еврей
- Филиппина Паскаль — мадам Галардон
- Шарлотт де Тюркейм — мадам де Камбремер
- Бруно Тост — Саньет
- Венсан Мартен — кучер Реми
- Франсуа Вайгель — пианист Дешамбр
- Жак Оранш — композитор Вентейль
- Вероника Детши — дочь Вентейля
- Жофруа Тори — де Форшвиль

## Съёмочная группа
- Свен Нюквист — оператор
- Жак Солнье — художник
- Ивонн Сассино де Нель — художник по костюмам
- Франсуаз Бонно — монтажер
- Ханс Вернер Хенце — композитор

## Награды и номинации
- 1985 — две премии «Сезар»: лучшая работа художника (Жак Солнье), лучшие костюмы (Ивонн Сассино де Нель).
- 1985 — две номинации на премию BAFTA: лучший фильм на иностранном языке (Фолькер Шлёндорф, Маргарет Менегоз), лучшие костюмы (Ивонн Сассино де Нель).